# Gallarta
Gallarta es una entidad de población española del municipio de Abanto y Ciérvana, perteneciente a la provincia de Vizcaya, en la comunidad autónoma del País Vasco.

## Historia
Hacia 1915, el lugar, que ya formaba parte de Abanto y Ciérvana y se consideraba su centro más importante, tenía contabilizados 330 edificios y una población de 2650 habitantes. En 2022, la entidad singular de población tenía empadronados 4599 habitantes y el núcleo de población, 4112.